# Rolf Kriesi
Rolf Kriesi (* 1937; † 2000) war ein Schweizer Weinautor.

## Leben und Werk
Kriesi gründete 1980 in Zürich die Zeitschrift Vinum, deren Herausgeber und Chefredaktor er bis zu seinem Tod 2000 war. In dieser Zeit entwickelte er das Magazin zu einer der bedeutenden Weinzeitschriften Europas. Seit 1983 publizierte er im Verlag Intervinum AG auch eine Vinum-Ausgabe für Deutschland. Vinum galt 1998 mit 43'500 Abonnenten und einer Kioskauflage von 8'000 Exemplaren als auflagenstärkste Weinzeitschrift Europas. Kurz vor seinem Tod entwickelte er für die Zürcher KI Verlagsgruppe das Magazin K-Gourmet.
Kriesi war Herausgeber und Autor zahlreicher Bücher zum Thema Wein. Er starb 2000 bei einem Badeunfall auf Korfu.

## Schriften
- Die Weine der Toskana. Falken-Verlag, Niedernhausen, 1999, ISBN 3-8068-7438-7.
- Die Weine des Piemont. Falken-Verlag, Niedernhausen, 1999, ISBN 3-8068-7483-2.
- Die Weine aus Sizilien und Sardinien. Falken-Verlag, Niedernhausen 1999, ISBN 3-8068-7484-0.
- Mein Hobby: Wein. Falken-Verlag, Niedernhausen 1997, ISBN 3-8068-7309-7.
- Weine  erleben und genießen. Sigloch Edition, 1994, ISBN 3-8939-3106-6.